# Distretto di Ramgarh
Il distretto di Ramgarh è un distretto del Jharkhand, in India. Il suo capoluogo è Ramgarh Cantonment.
Il distretto è stato istituito il 12 settembre 2007 separando la suddivisione di Ramgarh dal distretto di Hazaribag e comprende quattro blocchi di sviluppo: Gola, Mandu, Patratu e Ramgarh.